# UK Albums Chart
A UK Albums Chart é uma lista britânica de álbuns posicionados de acordo com a soma de vendas de álbuns físicos e digitais, assim como de reproduções em serviços de streaming. Ela é formulada pela Official UK Charts Company e atualmente compila 100 posições que avaliam o desempenho de álbuns mais vendidos e ouvidos em plaformas de streaming no Reino Unido.

## Divulgação
A lista é divulgada semanalmente pelo site oficial da UK Charts Company. Um show semanal, Album Chart, era licenciado para a BBC Radio 2 e apresentado por Simon Mayo, até acabar, em 2 de abril de 2007.

## Histórico
Em fevereiro de 2015, foi anunciado pela OCC que streams musicais de serviços de áudio como Spotify, Deezer, Napster, O2 Tracks, Xbox Music e Sony Unlimited seriam contabilizados no Official Albums Chart, com a intenção de refletir as mudanças no consumo de música no Reino Unido.
Assim, o último número 1 no UK Albums Chart baseado apenas em vendas foi o álbum Smoke + Mirrors, da banda Imagine Dragons, em 22 de fevereiro de 2015. Já o primeiro número 1 contando streams musicais foi o álbum In the Lonely Hour de Sam Smith, na semana seguinte, em 1 de março de 2015.